# Cairns Cup
Der Cairns Cup ist ein seit 2019 jährlich im Saint Louis Chess Club ausgetragenes Schachturnier für Frauen in St. Louis, Missouri. Das Turnier ist nach seiner Gründerin Jeanne Cairns Sinquefield benannt.

## Geschichte
Das Turnier wird als einfaches Rundenturnier mit klassischer Bedenkzeit ausgetragen, das Teilnehmerfeld umfasst zehn Spielerinnen. Bei der ersten Austragung im Jahr 2019 betrug das Preisgeld 150.000 US-Dollar. Siegerin wurde Walentina Gunina mit sieben aus neun Punkten. Ein Jahr darauf erhöhte sich das Preisgeld auf 180.000 US-Dollar, Turniersiegerin wurde dieses Mal K. Humpy mit sechs Punkten. Aufgrund der COVID-19-Pandemie kam es weder 2021 noch 2022 zu einer Austragung. Erst 2023 folgte die dritte Ausgabe des Turniers, in der sich Anna Zatonskih durchsetzte. 2024 erhöhte sich das Preisgeld auf 200.000 US-Dollar. Mit sechs Punkten gewann Tan Zhongyi das Turnier. Ein Jahr darauf wurde das Preisgeld nochmals gesteigert, das nunmehr 250.000 US-Dollar betrug. Carissa Yip gelang nach einem abschließenden Remis gegen die zweitplatzierte Alice Lee der Gesamtsieg.

## Bisherige Turniere und Siegerinnen
| # | Jahr | Siegerin         | Zweite              | Dritte                                                         |
| - | ---- | ---------------- | ------------------- | -------------------------------------------------------------- |
| 1 | 2019 | Walentina Gunina | Alexandra Kostenjuk | Irina Krush                                                    |
| 2 | 2020 | K. Humpy         | Ju Wenjun           | Alexandra Kostenjuk Marija Musytschuk                          |
| 3 | 2023 | Anna Zatonskih   | Alexandra Kostenjuk | Bela Chotenaschwili Irina Krush                                |
| 4 | 2024 | Tan Zhongyi      | Anna Musytschuk     | Alexandra Kostenjuk D. Harika Nana Dsagnidse Marija Musytschuk |
| 5 | 2025 | Carissa Yip      | Alice Lee           | D. Harika                                                      |